# إيرانيوم
إيرانيوم (بالإنجليزية: Iranium) ، فيلم وثائقي أمريكي أنتج عام 2011م، وموضوع فيلم إيرانيوم حول البرنامج النووي الإيراني الذي أثار القلق لدى الاتحاد الأوروبي والولايات المتحدة الأمريكية.

## وصلات خارجية
- الموقع الرسمي
- إيرانيوم على موقع IMDb (الإنجليزية)
- إيرانيوم على موقع روتن توميتوز (الإنجليزية)
- إيرانيوم على موقع أول موفي (الإنجليزية)
- إيرانيوم على موقع قاعدة بيانات الفيلم (الإنجليزية)
- إيرانيوم على موقع ليتربوكسد (الإنجليزية)
- Full movie review from Minnesota magazine TC Jewfolk
- Fox News special report about the movie على يوتيوب by شان هانيتي